# Belgium a 2012. évi nyári olimpiai játékokon
Belgium a nagy-britanniai Londonban megrendezett 2012. évi nyári olimpiai játékok egyik részt vevő nemzete volt. Az országot az olimpián 16 sportágban 113 sportoló képviselte, akik összesen 3 érmet szereztek.

## Érmesek
| Érem  | Versenyző          | Sportág       | Versenyszám             |
| ----- | ------------------ | ------------- | ----------------------- |
| Ezüst | Lionel Cox         | Sportlövészet | Férfi sportpuska, fekvő |
| Bronz | Charline Van Snick | Cselgáncs     | Női légsúly             |
| Bronz | Evi Van Acker      | Vitorlázás    | Női laser               |

## Asztalitenisz
Férfi
| Versenyző         | Versenyszám | Selejtező         | 64-es főtábla                                       | 48-as főtábla                                           | 32-es főtábla     | Nyolcaddöntő      | Negyeddöntő       | Elődöntő          | Döntő             | Helyezés |
| Versenyző         | Versenyszám | Ellenfél Eredmény | Ellenfél Eredmény                                   | Ellenfél Eredmény                                       | Ellenfél Eredmény | Ellenfél Eredmény | Ellenfél Eredmény | Ellenfél Eredmény | Ellenfél Eredmény | Helyezés |
| ----------------- | ----------- | ----------------- | --------------------------------------------------- | ------------------------------------------------------- | ----------------- | ----------------- | ----------------- | ----------------- | ----------------- | -------- |
| Jean-Michel Saive | Egyes       | erőnyerő          | Marko Jevtović (SRB) · 11–3, 8–11, 11–7, 11–6, 11–8 | Kalínikosz Kreánga (GRE) · 11–5, 3–11, 9–11, 7–11, 8–11 | kiesett           | kiesett           | kiesett           | kiesett           | kiesett           | 33.      |

## Atlétika
Férfi
| Versenyző                                                                  | Versenyszám     | Előfutam | Előfutam | Előfutam | Elődöntő | Elődöntő | Elődöntő | Döntő   | Döntő    |
| Versenyző                                                                  | Versenyszám     | Idő      | Hely.    | Össz.    | Idő      | Hely.    | Össz.    | Idő     | Helyezés |
| -------------------------------------------------------------------------- | --------------- | -------- | -------- | -------- | -------- | -------- | -------- | ------- | -------- |
| Kévin Borlée                                                               | 400 m           | 45,14    | 1.       | 6.*      | 44,84    | 2.       | 5.       | 44,81   | 5.       |
| Jonathan Borlée                                                            | 400 m           | 44,43    | 1.       | 1.       | 44,99    | 3.       | 8.       | 44,83   | 6.       |
| Adrien Deghelt                                                             | 110 m gát       | 13,52    | 3.       | 17.**    | 13,42    | 4.       | 13.*     | kiesett | kiesett  |
| Michael Bultheel                                                           | 400 m gát       | 49,18    | 6.       | 8.       | 49,10    | 6.       | 11.      | kiesett | kiesett  |
| Kévin Borlée Antoine Gillet Jonathan Borlée Michael Bultheel Nils Duerinck | 4 × 400 m váltó | 3:01,70  | 4.       | 6.       |          |          |          | 3:01,83 | 6.       |

| Versenyző       | Versenyszám | 100 m | 100 m | Távolugrás | Távolugrás | Súlylökés | Súlylökés | Magasugrás | Magasugrás | 400 m | 400 m | 110 m gát | 110 m gát | Diszkoszvetés | Diszkoszvetés | Rúdugrás | Rúdugrás | Gerelyhajítás | Gerelyhajítás | 1500 m  | 1500 m | Végeredmény | Végeredmény |
| Versenyző       | Versenyszám | Idő   | Pont  | Eredmény   | Pont       | Eredmény  | Pont      | Eredmény   | Pont       | Idő   | Pont  | Idő       | Pont      | Eredmény      | Pont          | Eredmény | Pont     | Eredmény      | Pont          | Idő     | Pont   | Pont        | Helyezés    |
| --------------- | ----------- | ----- | ----- | ---------- | ---------- | --------- | --------- | ---------- | ---------- | ----- | ----- | --------- | --------- | ------------- | ------------- | -------- | -------- | ------------- | ------------- | ------- | ------ | ----------- | ----------- |
| Hans Van Alphen | Tízpróba    | 11,05 | 850   | 764 cm     | 970        | 15,48 m   | 819       | 205 cm     | 850        | 49,18 | 853   | 14,89     | 863       | 48,28 m       | 835           | 480 cm   | 849      | 61,69 m       | 763           | 4:22,50 | 795    | 8447        | 4.          |

Női
| Versenyző        | Versenyszám | Előfutam | Előfutam | Előfutam | Elődöntő | Elődöntő | Elődöntő | Döntő   | Döntő    |
| Versenyző        | Versenyszám | Idő      | Hely.    | Össz.    | Idő      | Hely.    | Össz.    | Idő     | Helyezés |
| ---------------- | ----------- | -------- | -------- | -------- | -------- | -------- | -------- | ------- | -------- |
| Almensh Belete   | 5000 m      | 15:10,24 | 11.      | 19.      |          |          |          | kiesett | kiesett  |
| Anne Zagré       | 100 m gát   | 13,04    | 4.       | 17.      | 12,94    | 6.       | 17.      | kiesett | kiesett  |
| Eline Berings    | 100 m gát   | 13,46    | 2.       | 29.      | 13,26    | 7.       | 20.      | kiesett | kiesett  |
| Élodie Ouédraogo | 400 m gát   | 55,89    | 4.       | 20.      | 55,20    | 4.       | 11.      | kiesett | kiesett  |

| Versenyző           | Versenyszám | Selejtező | Selejtező | Döntő    | Döntő    |
| Versenyző           | Versenyszám | Eredmény  | Helyezés  | Eredmény | Helyezés |
| ------------------- | ----------- | --------- | --------- | -------- | -------- |
| Tia Hellebaut       | Magasugrás  | 193 cm    | 2.***     | 197 cm   | 5.       |
| Svetlana Bolshakova | Hármasugrás | 13,84 m   | 21.       | kiesett  | kiesett  |

| Versenyző  | Versenyszám | 100 m gát | 100 m gát | Magasugrás | Magasugrás | Súlylökés | Súlylökés | 200 m      | 200 m      | Távolugrás | Távolugrás | Gerelyhajítás | Gerelyhajítás | 800 m      | 800 m      | Végeredmény   | Végeredmény   |
| Versenyző  | Versenyszám | Idő       | Pont      | Eredmény   | Pont       | Eredmény  | Pont      | Idő        | Pont       | Eredmény   | Pont       | Eredmény      | Pont          | Idő        | Pont       | Pont          | Helyezés      |
| ---------- | ----------- | --------- | --------- | ---------- | ---------- | --------- | --------- | ---------- | ---------- | ---------- | ---------- | ------------- | ------------- | ---------- | ---------- | ------------- | ------------- |
| Sara Aerts | Hétpróba    | 12,94     | 1133      | 165 cm     | 795        | 14,43 m   | 823       | nem indult | nem indult | nem indult | nem indult | nem indult    | nem indult    | nem indult | nem indult | nem ért célba | nem ért célba |

* - egy másik versenyzővel azonos eredményt ért el

** - két másik versenyzővel azonos eredményt ért el

*** - hat másik versenyzővel azonos eredményt ért el

## Cselgáncs
Férfi
| Versenyző          | Versenyszám  | Selejtező         | 32-es főtábla                          | Nyolcaddöntő                             | Negyeddöntő       | Elődöntő          | Vigaszág elődöntő | Bronz- mérkőzés   | Döntő             | Helyezés |
| Versenyző          | Versenyszám  | Ellenfél Eredmény | Ellenfél Eredmény                      | Ellenfél Eredmény                        | Ellenfél Eredmény | Ellenfél Eredmény | Ellenfél Eredmény | Ellenfél Eredmény | Ellenfél Eredmény | Helyezés |
| ------------------ | ------------ | ----------------- | -------------------------------------- | ---------------------------------------- | ----------------- | ----------------- | ----------------- | ----------------- | ----------------- | -------- |
| Dirk Van Tichelt   | Könnyűsúly   | erőnyerő          | Máher Abu Rmíla (PLE) · 100(0)–000(0)  | Nicholas Delpopolo (USA) · 000(0)–001(0) | kiesett           | kiesett           |                   |                   |                   | 9.       |
| Joachim Bottieau   | Váltósúly    | erőnyerő          | Omar Simmonds (PAN) · 110(0)–000(1)    | Ivan Nyifontov (RUS) · 000(1)–010(1)     | kiesett           | kiesett           |                   |                   |                   | 9.       |
| Elco van der Geest | Félnehézsúly |                   | Tagir Hajbulajev (RUS) · 000(0)–100(0) | kiesett                                  | kiesett           | kiesett           |                   |                   |                   | 17.      |

Női
| Versenyző          | Versenyszám | Selejtező         | Nyolcaddöntő                          | Negyeddöntő                                | Elődöntő                            | Vigaszág elődöntő | Bronz- mérkőzés                       | Döntő             | Helyezés |
| Versenyző          | Versenyszám | Ellenfél Eredmény | Ellenfél Eredmény                     | Ellenfél Eredmény                          | Ellenfél Eredmény                   | Ellenfél Eredmény | Ellenfél Eredmény                     | Ellenfél Eredmény | Helyezés |
| ------------------ | ----------- | ----------------- | ------------------------------------- | ------------------------------------------ | ----------------------------------- | ----------------- | ------------------------------------- | ----------------- | -------- |
| Charline Van Snick | Légsúly     | erőnyerő          | Cshon Dzsongjon (KOR) · 100(0)–000(0) | Csernoviczki Éva (HUN) · 100(1)–000(0)     | Sarah Menezes (BRA) · 000(0)–001(0) |                   | Paula Pareto (ARG) · 001(1)–000(2)    |                   |          |
| Ilse Heylen        | Harmatsúly  | erőnyerő          | Andreea Chițu (ROU) · 010(0)–000(0)   | Christianne Legentil (MRI) · 002(0)–000(2) | Yanet Bermoy (CUB) · 000(2)–001(1)  |                   | Priscilla Gneto (FRA) · 001(2)–101(2) |                   | 5.       |

## Evezés
Férfi
| Versenyző   | Versenyszám  | Előfutam | Előfutam | Vigaszág | Vigaszág | Negyeddöntő | Negyeddöntő | Elődöntő | Elődöntő | Elődöntő | Döntő | Döntő   | Döntő | Helyezés |
| Versenyző   | Versenyszám  | Idő      | Hely.    | Idő      | Hely.    | Idő         | Hely.       | Típus    | Idő      | Hely.    | Típus | Idő     | Hely. | Helyezés |
| ----------- | ------------ | -------- | -------- | -------- | -------- | ----------- | ----------- | -------- | -------- | -------- | ----- | ------- | ----- | -------- |
| Tim Maeyens | Egypárevezős | 6:42,52  | 1.       |          |          | 6:56,65     | 2.          | A/B      | 7:39,78  | 6.       | B     | 7:27,51 | 6.    | 12.      |

## Gyeplabda

### Férfi
| Belga férfi gyeplabdacsapat-játékoskeret | Belga férfi gyeplabdacsapat-játékoskeret |
| --- | --- |
| - Gauthier Boccard - Tom Boon - Thomas Briels - Cédric Charlier - Alexandre de Saedeleer - Jérôme Dekeyser - Felix Denayer - John-John Dohmen | - Simon Gougnard - Maxime Luycx - Xavier Reckinger - Jeffrey Thys - Jérôme Truyens - Florent Van Aubel - Benjamin van Hove - Vincent Vanasch |

#### Eredmények
Csoportkör
B csoport
| Csapat            | M | Gy | D | V | G+ | G– | Gk  | P  |
| ----------------- | - | -- | - | - | -- | -- | --- | -- |
| Hollandia (NED)   | 5 | 5  | 0 | 0 | 18 | 7  | +11 | 15 |
| Németország (GER) | 5 | 3  | 1 | 1 | 14 | 11 | +3  | 10 |
| Belgium (BEL)     | 5 | 2  | 1 | 2 | 8  | 7  | +1  | 7  |
| Dél-Korea (KOR)   | 5 | 2  | 0 | 3 | 9  | 8  | +1  | 6  |
| Új-Zéland (NZL)   | 5 | 1  | 2 | 2 | 10 | 14 | −4  | 5  |
| India (IND)       | 5 | 0  | 0 | 5 | 6  | 18 | −12 | 0  |

| 2012. július 30. 21:15 (20:15) | Németország (GER)      | 2–1               | Belgium (BEL) | Riverbank Arena, London Játékvezetők: Colin Hutchinson (IRL) Marcelo Servetto (ESP) |
| 2012. július 30. 21:15 (20:15) | Fuchs 13' · Zeller 45' | (1–1) Jegyzőkönyv | Dekeyser 4'   | Riverbank Arena, London Játékvezetők: Colin Hutchinson (IRL) Marcelo Servetto (ESP) |

| 2012. augusztus 1. 10:45 (11:45) | Belgium (BEL) | 1–3               | Hollandia (NED)                         | Riverbank Arena, London Játékvezetők: Hamish Jamson (NZL) Gary Simmonds (RSA) |
| 2012. augusztus 1. 10:45 (11:45) | Dekeyser 58'  | (0–0) Jegyzőkönyv | van der Weerden 43', 62' · de Voogd 70' | Riverbank Arena, London Játékvezetők: Hamish Jamson (NZL) Gary Simmonds (RSA) |

| 2012. augusztus 3. 21:15 (22:15) | Belgium (BEL)           | 2–1               | Dél-Korea (KOR) | Riverbank Arena, London Játékvezetők: David Gentles (AUS) Nigel Iggo (NZL) |
| 2012. augusztus 3. 21:15 (22:15) | Boon 37' · Charlier 61' | (0–0) Jegyzőkönyv | Nam Hjonu 46'   | Riverbank Arena, London Játékvezetők: David Gentles (AUS) Nigel Iggo (NZL) |

| 2012. augusztus 5. 08:30 (09:30) | Új-Zéland (NZL) | 1–1               | Belgium (BEL) | Riverbank Arena, London Játékvezetők: German Montes de Oca (ARG) Roel van Eert (NED) |
| 2012. augusztus 5. 08:30 (09:30) | Wilson 54'      | (0–0) Jegyzőkönyv | Boon 48'      | Riverbank Arena, London Játékvezetők: German Montes de Oca (ARG) Roel van Eert (NED) |

| 2012. augusztus 7. 16:00 (17:00) | India (IND) | 0–3               | Belgium (BEL)                         | Riverbank Arena, London Játékvezetők: Kim Hong Lae (KOR) Nigel Iggo (NZL) |
| 2012. augusztus 7. 16:00 (17:00) |             | (0–1) Jegyzőkönyv | Dekeyser 15' · Boccard 47' · Boon 67' | Riverbank Arena, London Játékvezetők: Kim Hong Lae (KOR) Nigel Iggo (NZL) |

Az 5. helyért
| 2012. augusztus 11. 11:30 (12:30) | Spanyolország (ESP)       | 2–5               | Belgium (BEL)                                            | Riverbank Arena, London Játékvezetők: Roel van Eert (NED) Colin Hutchinson (IRL) |
| 2012. augusztus 11. 11:30 (12:30) | R. Alegre 19' · Tubau 61' | (1–4) Jegyzőkönyv | Dekeyser 3' · Boon 21', 32' · Van Aubel 24' · Briels 52' | Riverbank Arena, London Játékvezetők: Roel van Eert (NED) Colin Hutchinson (IRL) |

| Csapat        | Helyezés |
| ------------- | -------- |
| Belgium (BEL) | 5.       |

### Női
| Belga női gyeplabdacsapat-játékoskeret | Belga női gyeplabdacsapat-játékoskeret |
| --- | --- |
| - Jill Boon - Louise Cavenaile - Erica Coppey - Lola Danhaive - Stephanie de Groof - Charlotte de Vos - Helene Delmee - Aisling D'hooghe - Alix Gerniers | - Nadine Khouzam - Barbara Nelen - Anouk Raes - Emilie Sinia - Gaelle Valcke - Lieselotte van Lindt - Anne-Sophie van Regemortel - Judith Vandermeiren - Valerie Vermeersch |

#### Eredmények
Csoportkör
A csoport
| Csapat               | M | Gy | D | V | G+ | G– | Gk | P  |
| -------------------- | - | -- | - | - | -- | -- | -- | -- |
| Hollandia (NED)      | 5 | 5  | 0 | 0 | 12 | 5  | +7 | 15 |
| Nagy-Britannia (GBR) | 5 | 3  | 0 | 2 | 14 | 7  | +7 | 9  |
| Kína (CHN)           | 5 | 2  | 1 | 2 | 6  | 3  | +3 | 7  |
| Dél-Korea (KOR)      | 5 | 2  | 0 | 3 | 9  | 13 | −4 | 6  |
| Japán (JPN)          | 5 | 1  | 1 | 3 | 4  | 9  | −5 | 4  |
| Belgium (BEL)        | 5 | 0  | 2 | 3 | 2  | 10 | −8 | 2  |

| 2012. július 29. 10:45 (11:45) | Hollandia (NED)                      | 3–0               | Belgium (BEL) | Riverbank Arena, London Játékvezetők: Claire Adenot (FRA) Michelle Joubert (RSA) |
| 2012. július 29. 10:45 (11:45) | Lammers 33', 42' · van Maasakker 60' | (1–0) Jegyzőkönyv |               | Riverbank Arena, London Játékvezetők: Claire Adenot (FRA) Michelle Joubert (RSA) |

| 2012. július 31. 13:45 (14:45) | Belgium (BEL) | 0–0 | Kína (CHN) | Riverbank Arena, London Játékvezetők: Kelly Hudson (NZL) Carolina de la Fuente (ARG) |
| 2012. július 31. 13:45 (14:45) | Jegyzőkönyv   |     |            | Riverbank Arena, London Játékvezetők: Kelly Hudson (NZL) Carolina de la Fuente (ARG) |

| 2012. augusztus 2. 19:00 (20:00) | Belgium (BEL) | 0–3               | Nagy-Britannia (GBR)                 | Riverbank Arena, London Játékvezetők: Amy Hassick (USA) Irene Presenqui (ARG) |
| 2012. augusztus 2. 19:00 (20:00) |               | (0–1) Jegyzőkönyv | Ball 32' · Bartlett 39' · Cullen 68' | Riverbank Arena, London Játékvezetők: Amy Hassick (USA) Irene Presenqui (ARG) |

| 2012. augusztus 4. 13:45 (14:45) | Japán (JPN)  | 1–1               | Belgium (BEL) | Riverbank Arena, London Játékvezetők: Stella Bartlema (NED) Wendy Stewart (CAN) |
| 2012. augusztus 4. 13:45 (14:45) | Jamamoto 58' | (0–1) Jegyzőkönyv | Boon 34'      | Riverbank Arena, London Játékvezetők: Stella Bartlema (NED) Wendy Stewart (CAN) |

| 2012. augusztus 6. 16:00 (17:00) | Dél-Korea (KOR)                     | 3–1               | Belgium (BEL) | Riverbank Arena, London Játékvezetők: Julie Ashton-Lucy (AUS) Miao Lin (CHN) |
| 2012. augusztus 6. 16:00 (17:00) | Kim Dzsongun 8', 70' · I Szonok 24' | (2–0) Jegyzőkönyv | Coppey 37'    | Riverbank Arena, London Játékvezetők: Julie Ashton-Lucy (AUS) Miao Lin (CHN) |

A 11. helyért
| 2012. augusztus 10. 8:30 (9:30) | Belgium (BEL)             | 2–1               | Egyesült Államok (USA) | Riverbank Arena, London Játékvezetők: Jelena Eszkina (RUS) Irene Presenqui (ARG) |
| 2012. augusztus 10. 8:30 (9:30) | Gerniers 20' · Valcke 52' | (1–1) Jegyzőkönyv | Selenski 6'            | Riverbank Arena, London Játékvezetők: Jelena Eszkina (RUS) Irene Presenqui (ARG) |

| Csapat        | Helyezés |
| ------------- | -------- |
| Belgium (BEL) | 11.      |

## Kajak-kenu

### Síkvízi
Férfi
| Versenyző                               | Versenyszám         | Előfutam | Előfutam | Előfutam | Elődöntő | Elődöntő | Elődöntő | Döntő | Döntő    | Döntő    | Helyezés |
| Versenyző                               | Versenyszám         | Idő      | Hely.    | Össz.    | Idő      | Hely.    | Össz.    | Típus | Idő      | Helyezés | Helyezés |
| --------------------------------------- | ------------------- | -------- | -------- | -------- | -------- | -------- | -------- | ----- | -------- | -------- | -------- |
| Maxime Richard                          | Kajak egyes 200 m   | 36,125   | 5.       | 10.      | 37,029   | 7.       | 13.      | B     | 38,435   | 5.       | 13.      |
| Olivier Cauwenbergh Laurens Pannecoucke | Kajak kettes 200 m  | 35,297   | 7.       | 13.      |          |          |          | B     | 36,336   | 4.       | 12.      |
| Olivier Cauwenbergh Laurens Pannecoucke | Kajak kettes 1000 m | 3:24,304 | 4.       | 10.      | 3:15,655 | 5.       | 8.       | B     | 3:13,298 | 2.       | 10.      |

### Szlalom
| Versenyző    | Versenyszám       | Selejtező | Selejtező | Selejtező | Selejtező | Selejtező     | Selejtező     | Elődöntő | Elődöntő | Döntő   | Döntő    |
| Versenyző    | Versenyszám       | 1. futam  | 1. futam  | 2. futam  | 2. futam  | Jobb eredmény | Jobb eredmény | Elődöntő | Elődöntő | Döntő   | Döntő    |
| Versenyző    | Versenyszám       | Pont      | Hely.     | Pont      | Hely.     | Pont          | Hely.         | Pont     | Hely.    | Pont    | Helyezés |
| ------------ | ----------------- | --------- | --------- | --------- | --------- | ------------- | ------------- | -------- | -------- | ------- | -------- |
| Mathieu Doby | Férfi kajak egyes | 92,74     | 12.       | 87,92     | 3.        | 87,92         | 4.            | 102,58   | 11.      | kiesett | kiesett  |

## Kerékpározás

### BMX
| Versenyző     | Versenyszám | Selejtező | Selejtező | Negyeddöntő | Negyeddöntő | Elődöntő | Elődöntő | Döntő   | Döntő    | Helyezés |
| Versenyző     | Versenyszám | Idő       | Helyezés  | Pont        | Helyezés    | Pont     | Helyezés | Idő     | Helyezés | Helyezés |
| ------------- | ----------- | --------- | --------- | ----------- | ----------- | -------- | -------- | ------- | -------- | -------- |
| Arnaud Dubois | Férfi       | 39,772    | 27.       | 24          | 6.          | kiesett  | kiesett  | kiesett | kiesett  | 23.      |

### Hegyi-kerékpározás
| Versenyző         | Versenyszám        | Idő             | Helyezés      |
| ----------------- | ------------------ | --------------- | ------------- |
| Kevin van Hoovels | Férfi terepverseny | 1:33:01 (+3:54) | 19.           |
| Sven Nys          | Férfi terepverseny | nem ért célba   | nem ért célba |

### Országúti kerékpározás
Férfi
| Versenyző         | Versenyszám     | Idő                 | Helyezés |
| ----------------- | --------------- | ------------------- | -------- |
| Philippe Gilbert  | Egyéni időfutam | 54:39,98 (+4:00,44) | 17.      |
| Philippe Gilbert  | Mezőnyverseny   | 5:46:05 (+0:08)     | 19.      |
| Jurgen Roelandts  | Mezőnyverseny   | 5:46:05 (+0:08)     | 7.       |
| Tom Boonen        | Mezőnyverseny   | 5:46:37 (+0:40)     | 28.      |
| Greg Van Avermaet | Mezőnyverseny   | 5:46:37 (+0:40)     | 92.      |
| Stijn Vandenbergh | Mezőnyverseny   | 5:46:51 (+0:54)     | 100.     |

Női
| Versenyző        | Versenyszám     | Idő                 | Helyezés        |
| ---------------- | --------------- | ------------------- | --------------- |
| Liesbet de Vocht | Egyéni időfutam | 42:08,28 (+4:33,46) | 23.             |
| Liesbet de Vocht | Mezőnyverseny   | 3:35:56 (+0:27)     | 9.              |
| Maaike Polspoel  | Mezőnyverseny   | 3:36:01 (+0:32)     | 29.             |
| Ludivine Henrion | Mezőnyverseny   | limitidőn kívül     | limitidőn kívül |

### Pálya-kerékpározás
Üldözőversenyek
| Versenyző                                                         | Versenyszám  | Selejtező | Selejtező | Elődöntő     | Elődöntő  | Elődöntő | Döntő        | Döntő     | Döntő    |
| Versenyző                                                         | Versenyszám  | Idő       | Hely.     | Ellenfél Idő | Saját idő | Hely.    | Ellenfél Idő | Saját idő | Helyezés |
| ----------------------------------------------------------------- | ------------ | --------- | --------- | ------------ | --------- | -------- | ------------ | --------- | -------- |
| Gijs van Hoecke Dominique Cornu Jonathan Dufrasne Kenny De Ketele | Férfi csapat | 4:04,053  | 9.        | kiesett      | kiesett   | kiesett  | kiesett      | kiesett   | kiesett  |

Omnium
| Versenyző       | Versenyszám | 200 méter | 200 méter | 30 km-es pontverseny | 30 km-es pontverseny | Kieséses verseny | 4 km-es egyéni üldözőverseny | 4 km-es egyéni üldözőverseny | 15 km-es scratch | 15 km-es scratch | 1000 m-es időfutam | 1000 m-es időfutam | Összesítés | Összesítés |
| Versenyző       | Versenyszám | Idő       | Hely.     | Pont                 | Hely.                | Hely.            | Eredmény                     | Hely.                        | Lekörözés        | Hely.            | Idő                | Hely.              | Pont       | Helyezés   |
| --------------- | ----------- | --------- | --------- | -------------------- | -------------------- | ---------------- | ---------------------------- | ---------------------------- | ---------------- | ---------------- | ------------------ | ------------------ | ---------- | ---------- |
| Gijs van Hoecke | Férfi       | 13,633    | 13.       | 23                   | 9.                   | 18.              | 4:29,992                     | 10.                          | 1                | 15.              | 1:04,748           | 12.                | 77         | 15.        |

| Versenyző      | Versenyszám | 200 méter | 200 méter | 20 km-es pontverseny | 20 km-es pontverseny | Kieséses verseny | 3 km-es egyéni üldözőverseny | 3 km-es egyéni üldözőverseny | 10 km-es scratch | 10 km-es scratch | 500 m-es időfutam | 500 m-es időfutam | Összesítés | Összesítés |
| Versenyző      | Versenyszám | Idő       | Hely.     | Pont                 | Hely.                | Hely.            | Eredmény                     | Hely.                        | Lekörözés        | Hely.            | Idő               | Hely.             | Pont       | Helyezés   |
| -------------- | ----------- | --------- | --------- | -------------------- | -------------------- | ---------------- | ---------------------------- | ---------------------------- | ---------------- | ---------------- | ----------------- | ----------------- | ---------- | ---------- |
| Jolien D'hoore | Női         | 14,594    | 10.       | 25                   | 5.                   | 6.               | 3:41,495                     | 8.                           | 0                | 5.               | 36,585            | 12.               | 45         | 5.         |

## Lovaglás
Díjlovaglás
| Claudia Fassaert | Donnerfee | Egyéni | 71,793 | 21. | 70,095 | 27. | kiesett | kiesett | kiesett | kiesett | kiesett | kiesett |

Díjugratás
| Versenyző                                                      | Ló                      | Versenyszám | Selejtező | Selejtező | Selejtező | Selejtező | Selejtező | Selejtező    | Selejtező    | Selejtező    | Döntő   | Döntő   | Döntő   | Végeredmény | Végeredmény |
| Versenyző                                                      | Ló                      | Versenyszám | 1. kör    | 1. kör    | 2. kör    | 2. kör    | 2. kör    | 3. kör       | 3. kör       | 3. kör       | 1. kör  | 1. kör  | 2. kör  | Végeredmény | Végeredmény |
| Versenyző                                                      | Ló                      | Versenyszám | Bünt.     | Hely.     | Bünt.     | Össz.     | Hely.     | Bünt.        | Össz.        | Hely.        | Bünt.   | Hely.   | Bünt.   | Bünt.       | Helyezés    |
| -------------------------------------------------------------- | ----------------------- | ----------- | --------- | --------- | --------- | --------- | --------- | ------------ | ------------ | ------------ | ------- | ------- | ------- | ----------- | ----------- |
| Jos Lansink                                                    | Valentina van't Heike   | Egyéni      | 0         | 1.        | 4         | 4         | 17.       | 4            | 8            | 11.          | 8       | 23.     | kiesett | kiesett     | kiesett     |
| Dirk Demeersman                                                | Bufero van het Panishof | Egyéni      | 0         | 1.        | 8         | 8         | 31.       | 12           | 20           | 38.          | 9       | 26.     | kiesett | kiesett     | kiesett     |
| Grégory Wathelet                                               | Cadjanine Z             | Egyéni      | 4         | 42.       | 4         | 8         | 31.       | 4            | 12           | 26.          | 12      | 29.     | kiesett | kiesett     | kiesett     |
| Philippe le Jeune                                              | Vigo d'Arsouilles       | Egyéni      | 0         | 1.        | 8         | 8         | 31.       | visszalépett | visszalépett | visszalépett | kiesett | kiesett | kiesett | kiesett     | kiesett     |
| Philippe le Jeune Grégory Wathelet Dirk Demeersman Jos Lansink | lásd fentebb            | Csapat      | 0         | 1.        |           |           |           |              |              |              | 16      | 13.     | kiesett | kiesett     | kiesett     |

Lovastusa
| Versenyző                                                                      | Ló                      | Versenyszám | Díjlovaglás | Díjlovaglás | Tereplovaglás | Tereplovaglás | Tereplovaglás | Díjugratás   | Díjugratás   | Díjugratás   | Díjugratás | Végeredmény | Végeredmény |
| Versenyző                                                                      | Ló                      | Versenyszám | Díjlovaglás | Díjlovaglás | Tereplovaglás | Tereplovaglás | Tereplovaglás | Selejtező    | Selejtező    | Selejtező    | Döntő      | Végeredmény | Végeredmény |
| Versenyző                                                                      | Ló                      | Versenyszám | Bünt.       | Hely.       | Bünt.         | Bünt. össz.   | Hely.         | Bünt.        | Bünt. össz.  | Hely.        | Bünt.      | Bünt.       | Helyezés    |
| ------------------------------------------------------------------------------ | ----------------------- | ----------- | ----------- | ----------- | ------------- | ------------- | ------------- | ------------ | ------------ | ------------ | ---------- | ----------- | ----------- |
| Karin Donckers                                                                 | Gazelle de la Brasserie | Egyéni      | 40,00       | 7.          | 11,60         | 51,60         | 18.           | 4,00         | 55,60        | 18.          | 6,00       | 61,60       | 15.         |
| Virginie Caulier                                                               | Nepal du Sudre          | Egyéni      | 48,30       | 30.         | 21,20         | 69,50         | 36.           | 9,00         | 78,50        | 34.          | kiesett    | kiesett     | kiesett     |
| Marc Rigouts                                                                   | Dunkas                  | Egyéni      | 50,70       | 36.         | 56,80         | 107,50        | 51.           | visszalépett | visszalépett | visszalépett | kiesett    | kiesett     | kiesett     |
| Joris Van Springel                                                             | Lully des Aulnes        | Egyéni      | 51,90       | 41.         | 12,80         | 64,70         | 34.           | visszalépett | visszalépett | visszalépett | kiesett    | kiesett     | kiesett     |
| Carl Bouckaert                                                                 | Mensa                   | Egyéni      | 53,00       | 45.         | visszalépett  | visszalépett  | visszalépett  | kiesett      | kiesett      | kiesett      | kiesett    | kiesett     | kiesett     |
| Carl Bouckaert Marc Rigouts Joris Van Springel Virginie Caulier Karin Donckers | lásd fentebb            | Csapat      | 139,00      | 8.          | 46,80         | 185,80        | 8.            | 13,00        | 1134,10      | 10.          | kiesett    | 1134,10     | 10.         |

## Sportlövészet
Férfi
| Versenyző  | Versenyszám       | Selejtező | Selejtező | Döntő | Döntő    |
| Versenyző  | Versenyszám       | Pont      | Helyezés  | Pont  | Helyezés |
| ---------- | ----------------- | --------- | --------- | ----- | -------- |
| Lionel Cox | Sportpuska, fekvő | 599       | 2.        | 701,2 |          |

## Súlyemelés
Férfi
| Versenyző     | Versenyszám | Szakítás | Szakítás | Lökés    | Lökés    | Összesen | Helyezés |
| Versenyző     | Versenyszám | Eredmény | Helyezés | Eredmény | Helyezés | Összesen | Helyezés |
| ------------- | ----------- | -------- | -------- | -------- | -------- | -------- | -------- |
| Tom Goegebuer | 56 kg       | 115      | 13.      | 132      | 14.      | 247      | 12.      |

## Tenisz
Férfi
| Versenyző      | Versenyszám | 64-es főtábla                    | 32-es főtábla                               | Nyolcaddöntő                     | Negyeddöntő       | Elődöntő          | Bronz- mérkőzés   | Döntő             | Helyezés |
| Versenyző      | Versenyszám | Ellenfél Eredmény                | Ellenfél Eredmény                           | Ellenfél Eredmény                | Ellenfél Eredmény | Ellenfél Eredmény | Ellenfél Eredmény | Ellenfél Eredmény | Helyezés |
| -------------- | ----------- | -------------------------------- | ------------------------------------------- | -------------------------------- | ----------------- | ----------------- | ----------------- | ----------------- | -------- |
| Steve Darcis   | Egyes       | Tomáš Berdych (CZE) · 6–4, 6–4   | Santiago Giraldo (COL) · 6–7(4–7), 6–4, 6–4 | Nicolás Almagro (ESP) · 5–7, 3–6 | kiesett           | kiesett           | kiesett           | kiesett           | 9.       |
| Olivier Rochus | Egyes       | John Isner (USA) · 6–7(1–7), 4–6 | kiesett                                     | kiesett                          | kiesett           | kiesett           | kiesett           | kiesett           | 33.      |
| David Goffin   | Egyes       | Juan Mónaco (ARG) · 4–6, 1–6     | kiesett                                     | kiesett                          | kiesett           | kiesett           | kiesett           | kiesett           | 33.      |

Női
| Versenyző        | Versenyszám | 64-es főtábla                                 | 32-es főtábla                            | Nyolcaddöntő                  | Negyeddöntő                      | Elődöntő          | Bronz- mérkőzés   | Döntő             | Helyezés |
| Versenyző        | Versenyszám | Ellenfél Eredmény                             | Ellenfél Eredmény                        | Ellenfél Eredmény             | Ellenfél Eredmény                | Ellenfél Eredmény | Ellenfél Eredmény | Ellenfél Eredmény | Helyezés |
| ---------------- | ----------- | --------------------------------------------- | ---------------------------------------- | ----------------------------- | -------------------------------- | ----------------- | ----------------- | ----------------- | -------- |
| Kim Clijsters    | Egyes       | Roberta Vinci (ITA) · 6–1, 6–4                | Carla Suárez Navarro (ESP) · 6–3, 6–3    | Ana Ivanović (SRB) · 6–3, 6–4 | Marija Sarapova (RUS) · 2–6, 5–7 | kiesett           | kiesett           | kiesett           | 5.       |
| Yanina Wickmayer | Egyes       | Anabel Medina Garrigues (ESP) · 6–2, 4–6, 7–5 | Caroline Wozniacki (DEN) · 4–6, 6–3, 3–6 | kiesett                       | kiesett                          | kiesett           | kiesett           | kiesett           | 17.      |

## Tollaslabda
| Versenyző  | Versenyszám | Csoportkör                                                                                       | Csoportkör | Nyolcaddöntő      | Negyeddöntő       | Elődöntő          | Bronz- mérkőzés   | Döntő             | Helyezés |
| Versenyző  | Versenyszám | Ellenfél Eredmény                                                                                | Hely.      | Ellenfél Eredmény | Ellenfél Eredmény | Ellenfél Eredmény | Ellenfél Eredmény | Ellenfél Eredmény | Helyezés |
| ---------- | ----------- | ------------------------------------------------------------------------------------------------ | ---------- | ----------------- | ----------------- | ----------------- | ----------------- | ----------------- | -------- |
| Yuhan Tan  | Férfi egyes | D csoport · Nguyễn Tiến Minh (VIE) · 21–17, 10–21, 14–21 · Kasjap Párupalli (IND) · 21–14, 21–12 | 3.         | kiesett           | kiesett           | kiesett           | kiesett           | kiesett           | 33.      |
| Lianne Tan | Női egyes   | E csoport · Sájna Nehavál (IND) · 4–21, 14–21 · Sabrina Jaquet (SUI) · 21–16, 21–16              | 2.         | kiesett           | kiesett           | kiesett           | kiesett           | kiesett           | 17.      |

## Torna
Férfi
| Versenyző      | Versenyszám      | Selejtező | Selejtező | Döntő    | Döntő    |
| Versenyző      | Versenyszám      | Pontszám  | Helyezés  | Pontszám | Helyezés |
| -------------- | ---------------- | --------- | --------- | -------- | -------- |
| Jimmy Verbaeys | Talaj            | 14,500    | 38.       | kiesett  | kiesett  |
| Jimmy Verbaeys | Ugrás            | 15,266    |           | kiesett  | kiesett  |
| Jimmy Verbaeys | Korlát           | 14,533    | 42.       | kiesett  | kiesett  |
| Jimmy Verbaeys | Nyújtó           | 14,333    | 33.       | kiesett  | kiesett  |
| Jimmy Verbaeys | Gyűrű            | 14,066    | 52.       | kiesett  | kiesett  |
| Jimmy Verbaeys | Lólengés         | 10,866    | 67.       | kiesett  | kiesett  |
| Jimmy Verbaeys | Egyéni összetett | 83,564    | 31.       | 85,231   | 21.      |

Női
| Versenyző  | Versenyszám      | Selejtező | Selejtező | Döntő    | Döntő    |
| Versenyző  | Versenyszám      | Pontszám  | Helyezés  | Pontszám | Helyezés |
| ---------- | ---------------- | --------- | --------- | -------- | -------- |
| Gaëlle Mys | Talaj            | 13,166    | 51.       | kiesett  | kiesett  |
| Gaëlle Mys | Ugrás            | 13,533    |           | kiesett  | kiesett  |
| Gaëlle Mys | Felemás korlát   | 13,266    | 45.*      | kiesett  | kiesett  |
| Gaëlle Mys | Gerenda          | 13,733    | 30.       | kiesett  | kiesett  |
| Gaëlle Mys | Egyéni összetett | 53,698    | 31.       | kiesett  | kiesett  |

* - egy másik versenyzővel azonos eredményt ért el

## Triatlon
| Versenyző         | Versenyszám | 1,5 km úszás | Depózás 1 | 40 km kerékpározás | Depózás 2 | 10 km futás | Összesítés | Összesítés |
| Versenyző         | Versenyszám | Idő          | Idő       | Idő                | Idő       | Idő         | Idő        | Helyezés   |
| ----------------- | ----------- | ------------ | --------- | ------------------ | --------- | ----------- | ---------- | ---------- |
| Simon de Cuyper   | Férfi       | 17:58        | 0:42      | 59:45              | 0:25      | 31:10       | 1:50:00    | 26.        |
| Katrien Verstuyft | Női         | 19:43        | 0:45      | 1:07:30            | 0:31      | 35:40       | 2:03:38    | 28.        |

## Úszás
Férfi
| Versenyző                                                          | Versenyszám          | Előfutam | Előfutam | Előfutam | Elődöntő | Elődöntő | Elődöntő | Döntő     | Döntő    |
| Versenyző                                                          | Versenyszám          | Idő      | Hely.    | Össz.    | Idő      | Hely.    | Össz.    | Idő       | Helyezés |
| ------------------------------------------------------------------ | -------------------- | -------- | -------- | -------- | -------- | -------- | -------- | --------- | -------- |
| Jasper Aerents                                                     | 50 m gyors           | 22,43    | 1.       | 22.      | kiesett  | kiesett  | kiesett  | kiesett   | kiesett  |
| Pieter Timmers                                                     | 100 m gyors          | 48,54    | 1.       | 6.*      | 48,57    | 7.       | 12.*     | kiesett   | kiesett  |
| Glenn Surgeloose                                                   | 200 m gyors          | 1:48,77  | 4.       | 25.      | kiesett  | kiesett  | kiesett  | kiesett   | kiesett  |
| Dieter Dekoninck Jasper Aerents Emmanuel Vanluchene Pieter Timmers | 4 × 100 m gyorsváltó | 3:13,89  | 5.       | 6.       |          |          |          | 3:14,40   | 8.       |
| Dieter Dekoninck Glenn Surgeloose Louis Croenen Pieter Timmers     | 4 × 200 m gyorsváltó | 7:14,44  | 6.       | 12.      |          |          |          | kiesett   | kiesett  |
| François Heersbrandt                                               | 100 m pillangó       | 52,22    | 6.       | 13.*     | 52,71    | 8.       | 16.      | kiesett   | kiesett  |
| Ward Bauwens                                                       | 400 m vegyes         | 4:16,71  | 1.       | 16.      |          |          |          | kiesett   | kiesett  |
| Brian Ryckeman                                                     | 10 km nyílt vízi     |          |          |          |          |          |          | 1:51:27,1 | 16.      |

Női
| Versenyző      | Versenyszám    | Előfutam | Előfutam | Előfutam | Elődöntő | Elődöntő | Elődöntő | Döntő   | Döntő    |
| Versenyző      | Versenyszám    | Idő      | Hely.    | Össz.    | Idő      | Hely.    | Össz.    | Idő     | Helyezés |
| -------------- | -------------- | -------- | -------- | -------- | -------- | -------- | -------- | ------- | -------- |
| Jolien Sysmans | 50 m gyors     | 25,60    | 6.       | 31.      | kiesett  | kiesett  | kiesett  | kiesett | kiesett  |
| Kimberly Buys  | 100 m hát      | 1:01,92  | 4.       | 29.      | kiesett  | kiesett  | kiesett  | kiesett | kiesett  |
| Kimberly Buys  | 100 m pillangó | 58,79    | 6.       | 19.*     | kiesett  | kiesett  | kiesett  | kiesett | kiesett  |
| Fanny Lecluyse | 200 m mell     | 2:27,30  | 6.       | 19.      | kiesett  | kiesett  | kiesett  | kiesett | kiesett  |

* - egy másik versenyzővel azonos eredményt ért el

## Vitorlázás
Férfi
| Versenyző       | Versenyszám | Futam | Futam | Futam | Futam | Futam | Futam | Futam | Futam | Futam | Futam | Futam   | Pontszám | Helyezés |
| Versenyző       | Versenyszám | 1     | 2     | 3     | 4     | 5     | 6     | 7     | 8     | 9     | 10    | É       | Pontszám | Helyezés |
| --------------- | ----------- | ----- | ----- | ----- | ----- | ----- | ----- | ----- | ----- | ----- | ----- | ------- | -------- | -------- |
| Wannes Van Laer | Laser       | 19    | 26    | 29    | 26    | 30    | 38    | 32    | (50)  | 42    | 36    | kiesett | 276      | 34.      |

Női
| Versenyző       | Versenyszám     | Futam | Futam | Futam | Futam | Futam | Futam | Futam | Futam | Futam | Futam | Futam   | Pontszám | Helyezés |
| Versenyző       | Versenyszám     | 1     | 2     | 3     | 4     | 5     | 6     | 7     | 8     | 9     | 10    | É       | Pontszám | Helyezés |
| --------------- | --------------- | ----- | ----- | ----- | ----- | ----- | ----- | ----- | ----- | ----- | ----- | ------- | -------- | -------- |
| Sigrid Rondelez | Szörfvitorlázás | 18    | 21    | 19    | (27)  | 15    | 13    | 14    | 14    | 17    | 19    | kiesett | 150      | 17.      |
| Evi Van Acker   | Laser radial    | 3     | 2     | 3     | (8)   | 1     | 5     | 8     | 1     | 8     | 3     | 6       | 40       |          |